# Aeroporto di Čita-Kadala
L'aeroporto di Čita-Kadala (in russo: Аэропорт «Чита-Кадала») è un aeroporto internazionale situato 14 km ovest del capoluogo Čita del Kraj di Transbajkalia, nei pressi del villaggio omonimo di Kadala.

## Dati tecnici
L'aeroporto di Čita è dotato attualmente di una pista attiva di cemento armato di 2.800 m x 60 m che permette la manutenzione, l'atterraggio/decollo degli aerei: Antonov An-12, Antonov An-24, Antonov An-124, Ilyushin Il-62, Ilyushin Il-76, Airbus A310, Airbus A320, Boeing 737, Boeing 757, Tupolev Tu-154, Tupolev Tu-134, Tupolev Tu-204, BAe 146, McDonnell Douglas MD-82 e di tutti gli aerei di classe inferiore.
L'aeroporto è aperto 24 ore al giorno ed è in grado di gestire 10 operazioni di atterraggio/decollo all'ora.

## Strategia
Nel 2010 è stato costruito il nuovo complesso di gestione dei carburanti. Alla fine del 2012 all'aeroporto è stato aperto un hotel ed il Terminal Cargo.
Nel 2013 l'ACI-Europe (Airport Council International) ha incluso lo scalo aeroportuale di Čita nella top 5 per lo sviluppo tra gli aeroporti russi ed europei nel sottogruppo dei "piccoli" aeroporti (fino a 5 milioni di passeggeri/anno).

## Dati di traffico
Fonte: ООО "НОВАПОРТ"

## Collegamenti con Čita

### Auto
L'aeroporto di Čita si trova a 18 km dal centro della città di Čita, la capitale della Kraj di Transbaikal, a 8 km dalla strada statale Mosca - Čita - Chabarovsk - Vladivostok e dalla superstrada Mosca - Čita - Zabaikal'sk.

### Trasporto pubblico e taxi
L'aeroporto di Čita è facilmente raggiungibile dal centro cittadino con le linee no.12 e non.14 del trasporto pubblico. Inoltre, i passeggeri possono usufruire del servizio taxi per raggiungere anche le città vicine.

### Servizio navetta
Servizio offerto ai passeggeri il trasporto gratuito con il pullman-shuttle di classe turistica che arriva alla Stazione di Čita sul percorso attuale della linea Transsiberiana delle Ferrovie russe nel centro cittadino.